# Chiesa di Santa Lucia (Prato)
La chiesa di Santa Lucia in Monte è un luogo di culto cattolico di Santa Lucia, frazione settentrionale del comune di Prato.

## Storia e descrizione
La chiesa risale al XII secolo, ed ha paramento ed abside in alberese. Alcuni affreschi di Tommaso di Piero (del 1506) e del Maestro di San Giusto (1420 circa) sono stati staccati dalle pareti e già collocati nella nuova chiesa (1974, progetto di Roberto Nardi e Lorenzo Cecchi, Regina Pacis, più a valle. Tra di essi si ricorda l'affresco del tabernacolo della Madonna della Tosse, che si trovava lungo la strada che, uscendo da Prato, portava in Val di Bisenzio.
Il campanile che la affianca è stato ricostruito nel XVIII secolo. Su di esso alloggiano quattro piccole campane in SI3 realizzate da Lorenzo Lera di Borgo Giannotti(LU) nel 1946. 
L'oratorio della Compagnia del Santissimo Sacramento, ad aula unica, è concluso da un altare lapideo ornato da una tela secentesca. Nell'angolo a sinistra di esso è collocato un Crocifisso ligneo dipinto attribuito ad Antonfrancesco Bugiardini, fratello del pittore Giuliano, forse del secondo decennio del Cinquecento. Nell'ambiente è allestito un piccolo "Museo dei calici e delle trine".

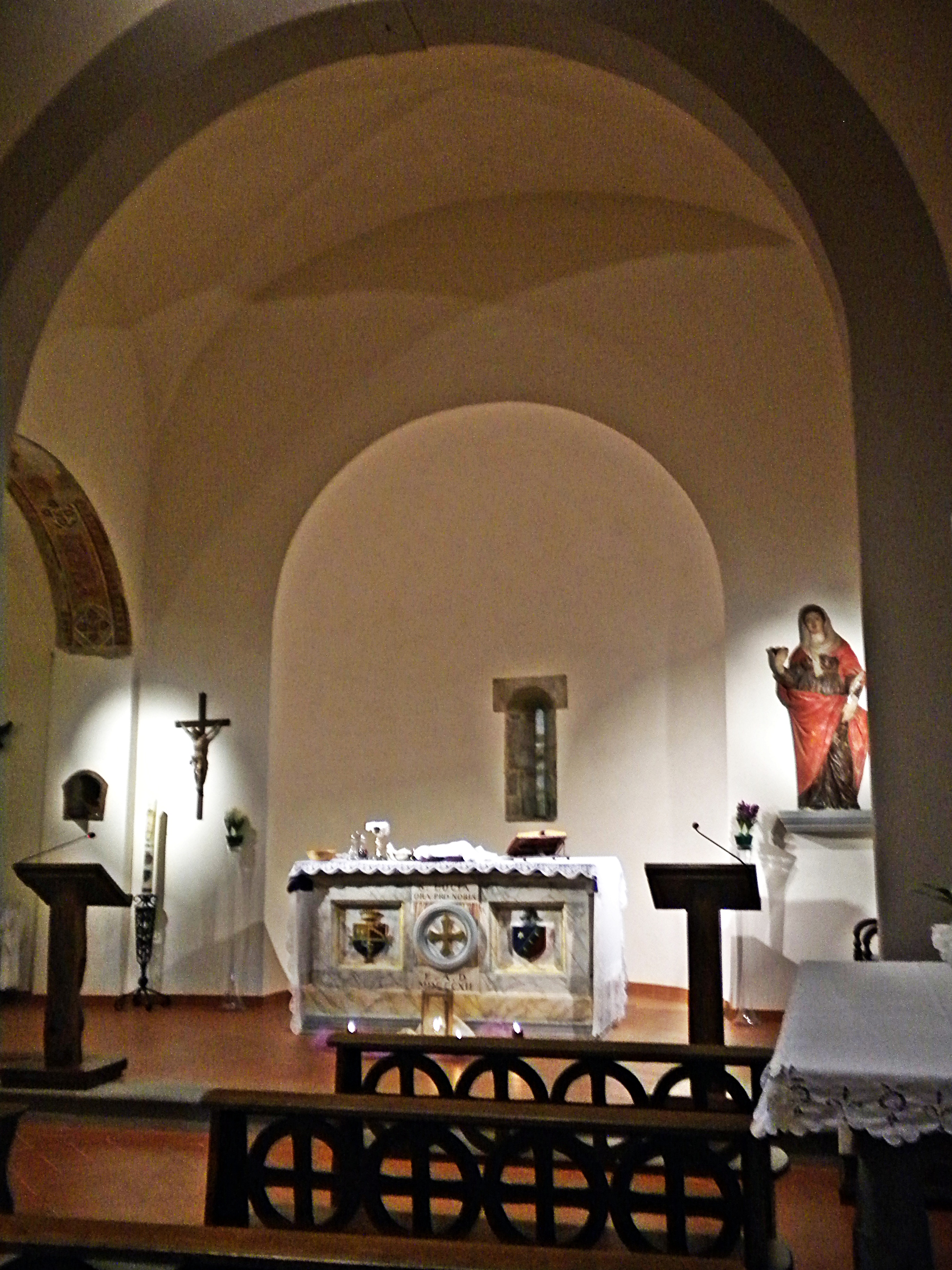
Interno
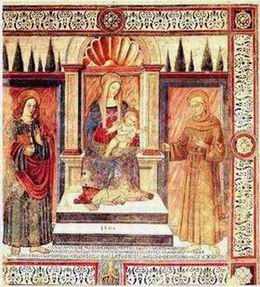
Affreschi di Tommaso di Piero, 1506
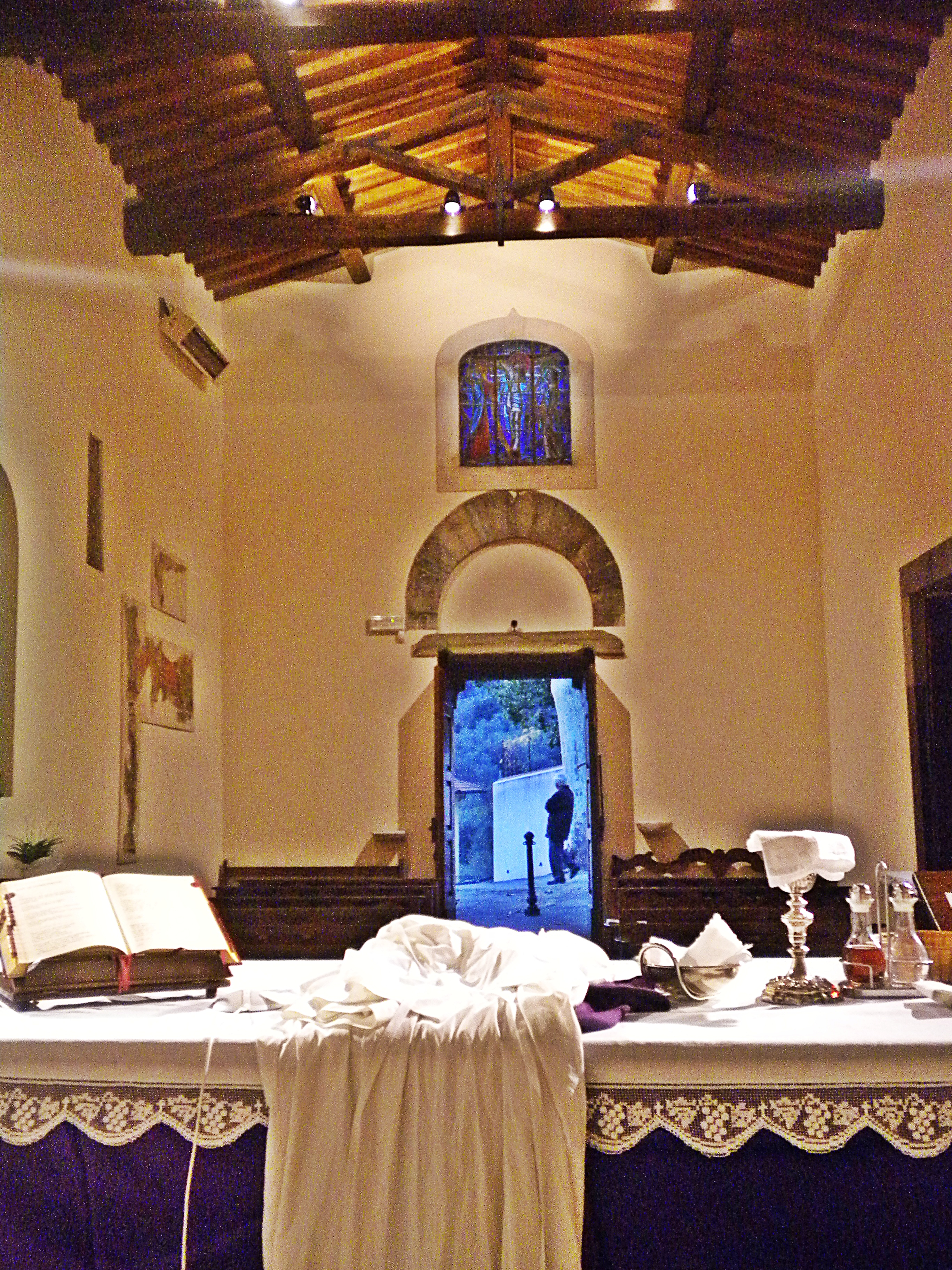
Controfacciata
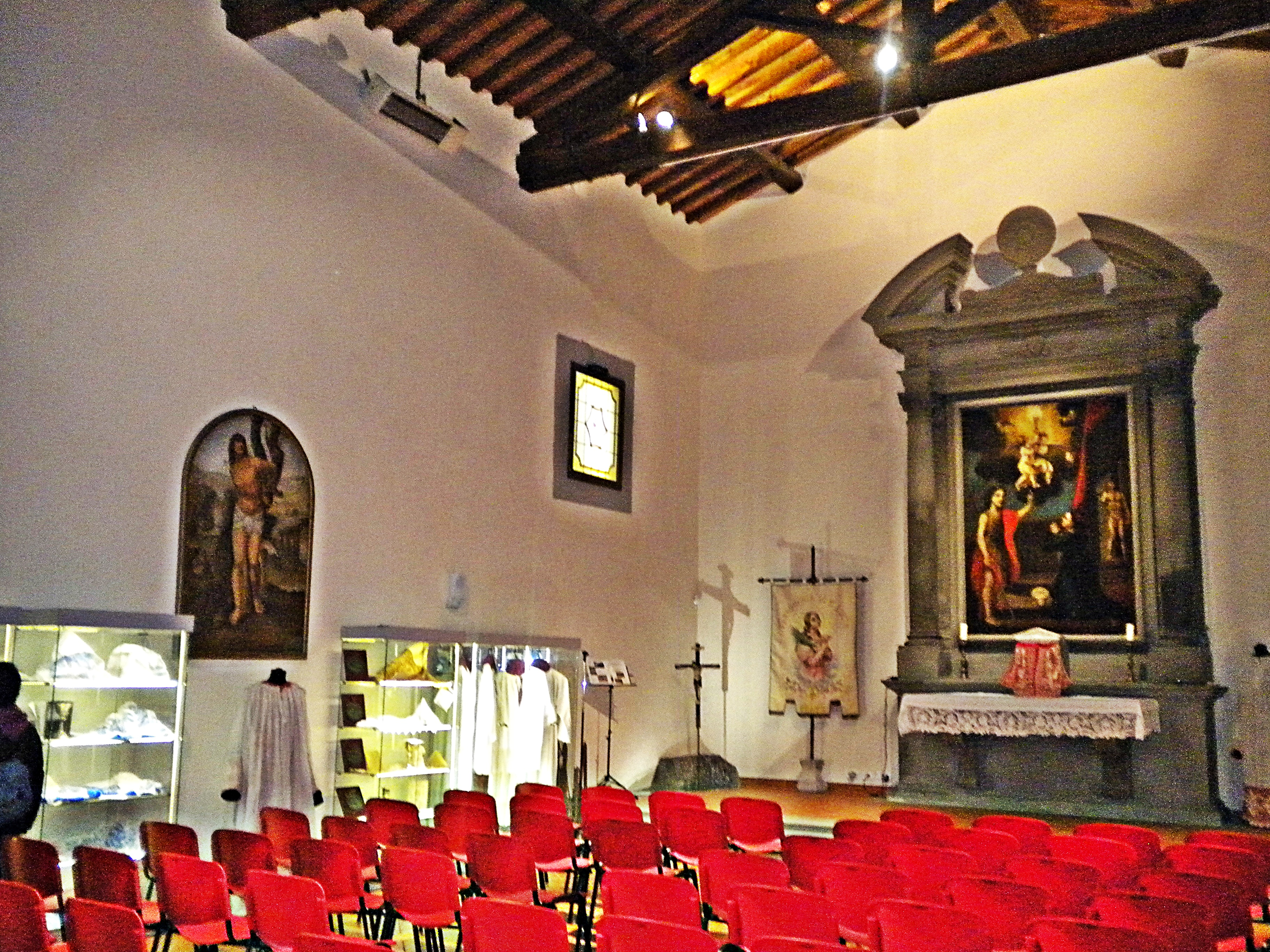
Oratorio della Compagnia
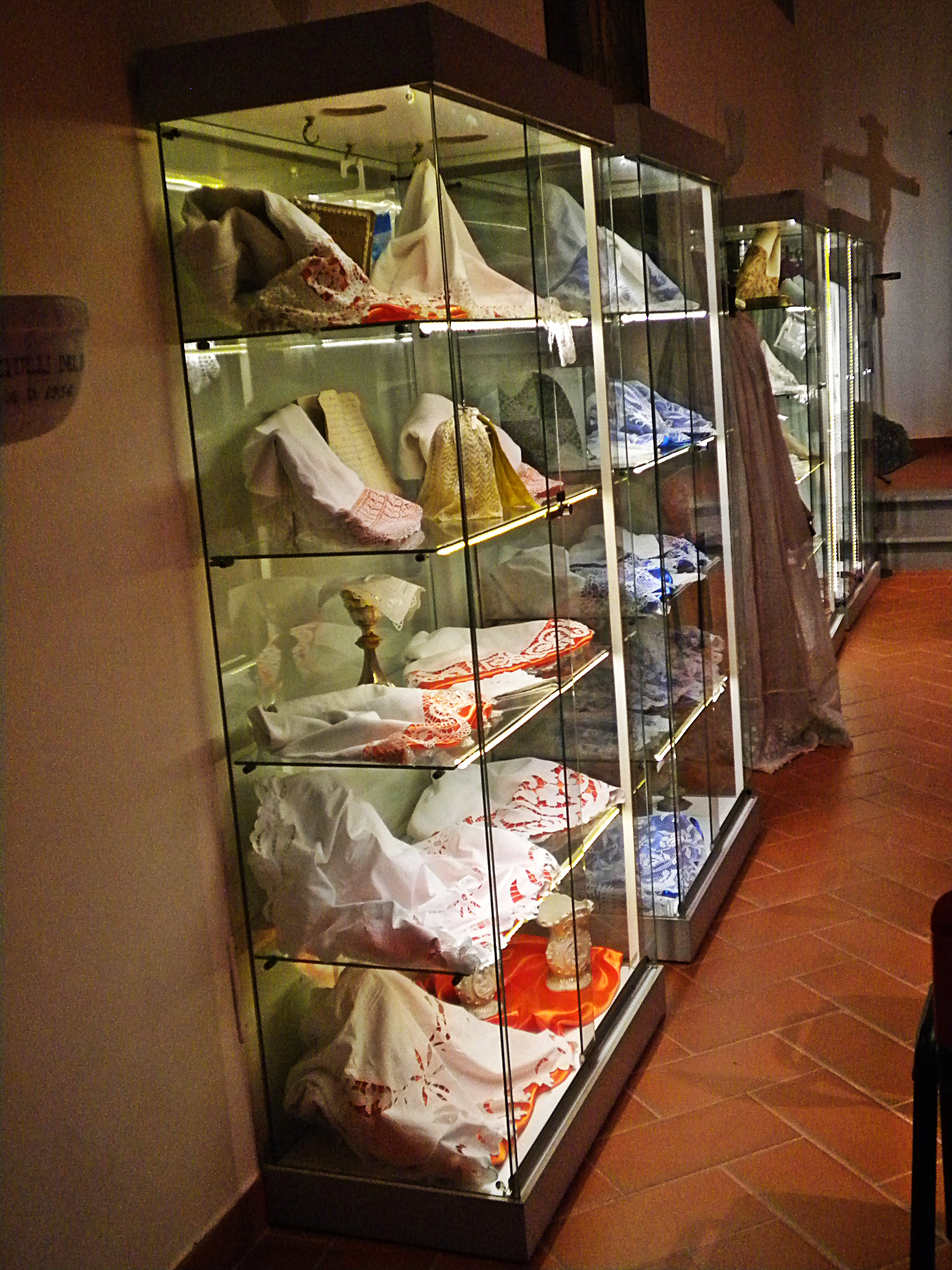
Museo dei calici e delle trine